# Trio 64
Trio 64 — альбом американского джазового музыканта Билла Эванса, выпущенный в 1964 году. Это была одновременно первая и единственная запись Гэри Пикока с Эвансом и последняя запись Пола Мотиана с пианистом.

## Приём
| Оценки критиков                      | Оценки критиков |
| Источник                             | Оценка          |
| ------------------------------------ | --------------- |
| Allmusic                             | [ 1 ]           |
| The Penguin Guide to Jazz Recordings | [ 2 ]           |
| Record Mirror                        | [ 3 ]           |

В статье для Allmusic музыкальный критик Линдси Палмер написал об альбоме: «Это произведение подчёркивает их коллективный и интуитивный музыкальный дискурс, основанный на сверхъестественной способности музыкантов одновременно слышать и реагировать».

## Список треков
1. "Little Lulu"  – 3:52
2. "A Sleepin' Bee" – 5:30
3. "Always" – 4:03
4. "Santa Claus Is Coming to Town" – 4:25
5. "I'll See You Again" – 3:57
6. "For Heaven's Sake" – 4:26
7. "Dancing in the Dark" – 4:36
8. "Everything Happens to Me" – 4:51

Бонус-треки переиздания 1997 года на CD:
1. "Little Lulu" – 4:39 (Alternative Take 1)
2. "Little Lulu" – 5:07 (Alternative Take 2)
3. "Always" – 4:18 (Alternative Take)
4. "I'll See You Again" – 4:30 (Alternative Take)
5. "My Heart Stood Still" – 4:47 (Unused Title)
6. "Always" – 0:44 (Breakdown)
7. "I'll See You Again" – 0:21 (Breakdown)
8. "My Heart Stood Still" – 1:04 (False Starts)

## Музыканты
- Билл Эванс – фортепиано
- Гэри Пикок – акустический бас
- Пол Мотиан – барабаны

Техперсонал:
- Джек Махер – примечания
- Боб Симпсон –инженер
- Крид Тейлор – продюсер
- Вэл Валентин - инженерный директор